# Reserva índia de Barona
La reserva índia Barona és una reserva índia de la tribu reconeguda federalment Grup Barona de la banda Capitan Grande dels indis de Missió de la Reserva Barona dels kumeyaays, a vegades coneguts com a indis de missió.

## Reserves
En 1875, juntament amb el grup Viejas de la banda Capitan Grande d'indis de Missió, controla la reserva índia Capitan Grande, que consistia en terres muntanyoses estèrils inhabitables. El Capitan Reservoir, comprada per la força a les dues tribus per proporcionar aigua a San Diego, ha submergit terra habitable de la reserva. Les dues tribus controlen conjuntament aquesta reserva. No està desenvolupada, sinó que serveix com a reserva ecològica.
La reserva Barona (32° 57′ 19″ N, 116° 50′ 39″ O / 32.95528°N,116.84417°O) és una reserva índia federal situada al comtat de San Diego, Califòrnia, vora Lakeside i el Bosc Nacional Cleveland. Fundada en 1932, té una superfície de 5.181 acres o 20,97 km². Gran part de la vall de la muntanya té bones terres de cultiu, la reserva alberga diversos ranxos, una capella, oficines tribals, un centre comunitari i parc de ball, creats per la tribu. En 1973, 125 dels 156 membres registrats vivien a la reserva. La comunitat més propera és San Diego Country Estates, que limita amb el costat nord-est de la reserva.

## Govern
La banda Barona Band té la seu a Lakeside (Califòrnia). Es regeixen per un consell tribal elegit democràticament de set membres, que serveixen en termes de quatre anys.

## Història
Cap al 1853, molts s'establiren als voltants del vall de les Missions de San Diego, a les actuals ranxeries de Barona i Capitan Grande. El 1870, el president Ulysses S. Grant va constituir les primeres reserves a les valls de Pala i San Pasqual. L'Ordre Executiva del 1891 forçà els Barona a marxar cap a l'àrea de l'actual reserva coneguda com El Capitan.
El 1932, sense terres ni diners, alguns membres de la tribu compraren el Ranxo Barona vora Lakeside, unes 30 milles nord-est de San Diego, reconeguda aviat com a tribu índia. El 1994, aconsellats per Venture Catalyst, obriren el Casino Barona "Big Top".